# Cosmotettix bilineatus
Cosmotettix bilineatus är en insektsart som beskrevs av David D. Gillette och Baker 1895. Cosmotettix bilineatus ingår i släktet Cosmotettix och familjen dvärgstritar. Inga underarter finns listade i Catalogue of Life.